# Ivano Bosdaves
Ivano Bosdaves (Udine, 8 gennaio 1945 – Fagagna, 13 ottobre 2024) è stato un calciatore italiano, di ruolo attaccante.

## Biografia
Attaccante utilizzato come ala sinistra, crebbe nell'Udinese, con cui debuttò in Serie B a 19 anni. Con i friulani disputò anche le due successive stagioni in Serie C. Passò poi alla SPAL di Paolo Mazza, in Serie A, quindi si trasferì al Napoli, con cui disputò due stagioni nel massimo campionato, intervallate da un anno in prestito al Brescia nella serie cadetta.
Passò quindi all'Atalanta e poi al Foggia, per concludere la carriera in Serie C tra Prato e Riccione.
In seguito divenne allenatore e fece crescere squadre giovanili a livello dilettantistico, per cui ottenne anche riconoscimenti. Successivamente ha allenato il Pagnacco (Allievi provinciali).
È morto il 13 ottobre 2024 all'età di 79 anni.